# Fahri Korutürk
Fahri Korotürk (Istanbul, 3. kolovoza 1903. – Istanbul, 12. listopada 1987.), turski mornarički časnik, diplomat i 6. predsjednik Turske.

## Životopis
Pohađa školu za mornaričke kadete 1916. godine, diplomira 1923. godine. Mornaričku Akademiju diplomira 1933. godine. Obuku dobiva na krstaricama i podmornicama.
1936. godine, sudjeluje na mirovnoj konferenciji kao vojni savjetnik. Bio je i mornarički ataše u Rimu, Berlinu i Stockholmu. 1950. postaje kontraadmiral, zapovijeda s nekoliko vojnih jedinica dok nije postao admiral. 1960. godine umirovljen je s položaja zapovjednika turske mornarice. Tadašnji državni poglavar Cemal Gürsel imenuje ga u Senat. Predsjednik Cevdet Sunay predlaže Fahrida Korotürka Velikoj turskoj narodnoj skupštini te postaje šesti predsjednik Turske. Prisegnuo je 6. travnja 1973. a odstupio na isti datum 1980., nakon odsluženog sedmogodišnjeg mandata. Nakon toga postaje doživotni senator. Prezime Korotürk dao mu je Kemal Atatürk. Od 1944. do smrti bio je oženjen s Emel. Imali su troje djece. Umro je u Istanbulu, ali je pokopan na Turskom državnom groblju u Ankari.